# Oleye
Oleye (en wallon Ôleye ; en néerlandais Liek) est un village hesbignon situé en Région wallonne dans la province de Liège. Son existence est attestée depuis le Xe siècle mais les premières traces d'occupations humaines y remontent à la protohistoire, au milieu du VIe millénaire avant l'ère commune.
Depuis 1970, le village est devenu une section de la ville de Waremme.

## Étymologie
Dans la mesure où le suffixe -eye peut être un substitut au suffixe -iacum (qui devient régulièrement -ik en flamand), le nom « Oleye », comme le nom flamand du village — « Liek », issu du thiois « Lik » ou « Lick » —, semble dériver du celte Oliacum ce qui peut signifier « la maison de Ollos » mais aussi « la grande maison », car « ollos » est également un terme celtique pour « grand ».
Avant que la graphie du nom du village soit fixée, on trouve plusieurs variantes orthographiques : Ollee, Oleiz, Oley…

## Géographie

### Hydrographie
Le village est traversé par le Geer qui y reçoit les eaux de son affluent la Mule, les deux cours d'eau faisant partie du bassin versant de la Meuse.

## Démographie
- Sources:INS, Rem:1831 jusqu'en 1970=recensements, 1976= nombre d'habitants au 31 décembre

## Histoire

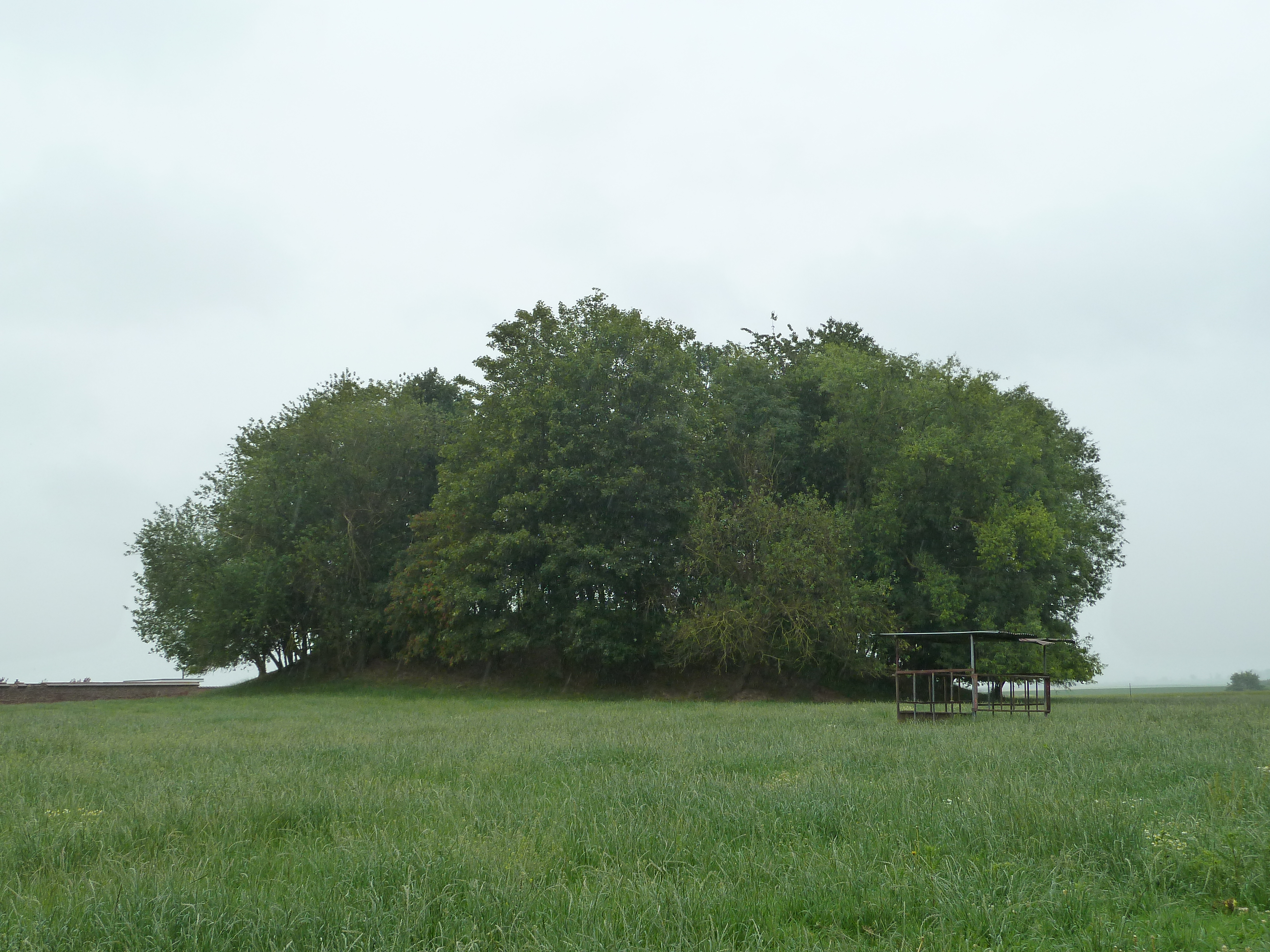
Tumulus d'Oleye.

Le site, traversé par la rivière Geer, est déjà occupé à l'époque du néolithique ancien comme en témoignent les restes d'une implantation omaliene de l'âge des métaux à Oleye « Al Zèpe ».
Le tumulus d'Oleye situé le long de l'actuelle Voie Verte (ou Chaussée de Nivelle) - une ancienne voie secondaire (en latin, diverticula) de la chaussée romaine allant de Bavay à Cologne - témoigne d'une implantation à l'époque gallo-romaine.
Au Moyen Âge, le village est d'abord propriété de l'empereur germanique jusqu'à Othon II qui par une charte datée du 15 octobre 980, transmet la villa de « Oleye également située dans le pagus de Hesbaye » à l'abbaye de Saint-Denis-lez-Paris dont le village voisin de Grand-Axhe était déjà la propriété depuis une donation en 805.

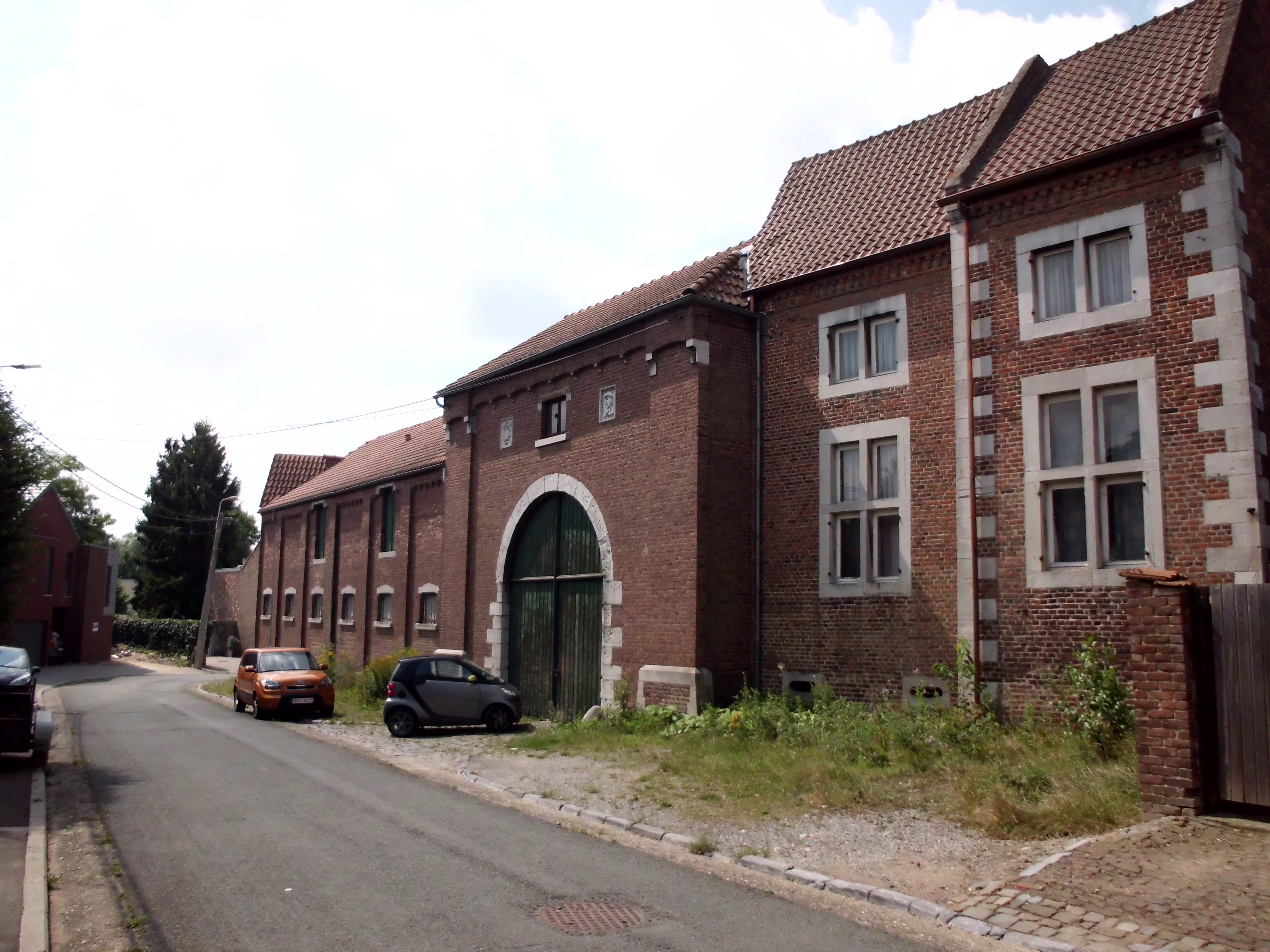
Ferme de la Paix-Dieu

À partir de 1239, Oleye est brièvement le lieu d'implantation d'un prieuré de moniales cisterciennes dédié à la Paix-Dieu : en 1231, le seigneur Arnold de Corswarem entre dans les ordres et désigne sa mère Marguerite de Jeneffe procuratrice du monastère qui s'implante entre 1239 et 1241 sur un terrain cédé par Robert d'Oleye. Pour rencontrer les critères de l’ordre cistercien, cette abbaye — aujourd'hui connue comme l'abbaye d'Amay — est ensuite transférée dès 1244 à Bodegnée où elle reste en activité jusqu'en 1797 continuant à tirer revenus de ses possessions de plusieurs dizaines d'hectares et d'une ferme sur le territoire d'Oleye.
Le village passe, avec Grand-Axhe, sous le comté de Looz au début du XIVe siècle lorsque le comte Arnould V achète les terres à l'abbaye de Saint-Denis. En 1362, Godefroid de Looz perd le comté par l'invasion armée du prince-évêque de Liège Englebert de La Marck et ses possessions intègrent définitivement la Principauté de Liège le 8 octobre 1366.
C'est à Oleye que fut signé le 10 septembre 1466 le « Traité d'Oleye » constituant une aggravation de la « Paix de Saint-Trond » signée avec Charles le Téméraire, à la suite de la défaite liégeoise de Montenaken. À la fin octobre 1568, les troupes de Guillaume de Nassau pillent le village et incendient son église et, en 1591, c'est au tour du moulin d'être incendié par des troupes espagnoles.
Oleye étant devenue depuis 1366 une seigneurie allodiale, ses terres peuvent être monnayées selon le vouloir ou les besoins de leurs propriétaires ; ainsi, à partir de cette époque et jusqu'à la fin de l'Ancien Régime, Oleye et Grand-Axhe passent entre les mains de multiples propriétaires co-partageants, au gré des successions, des achats, des ventes ou des saisies. En 1705, on trouve plus de huit de propriétaires qui tirent revenus du territoire : les Pères Chartreux de Liège, les familles de Méan, de Joncis, de Hinnisdael, de Betho…
Au début du XIXe siècle, en 1810, le village comptait 529 habitants et ses différentes sections périphériques — d'anciens hameaux — ont pour nom « Maisons-Fontaine », « aux Broucks », « Hartange » et « Vinave » (de Lantremange). En 1845, on dénombre 561 habitants, 697 en 1858 et 700 en 1869.
En 1970, le village compte 938 habitants et, lors de la fusion des communes de 1971, Oleye rejoint l'entité de Waremme.

## Patrimoine et culture

### Patrimoine architectural

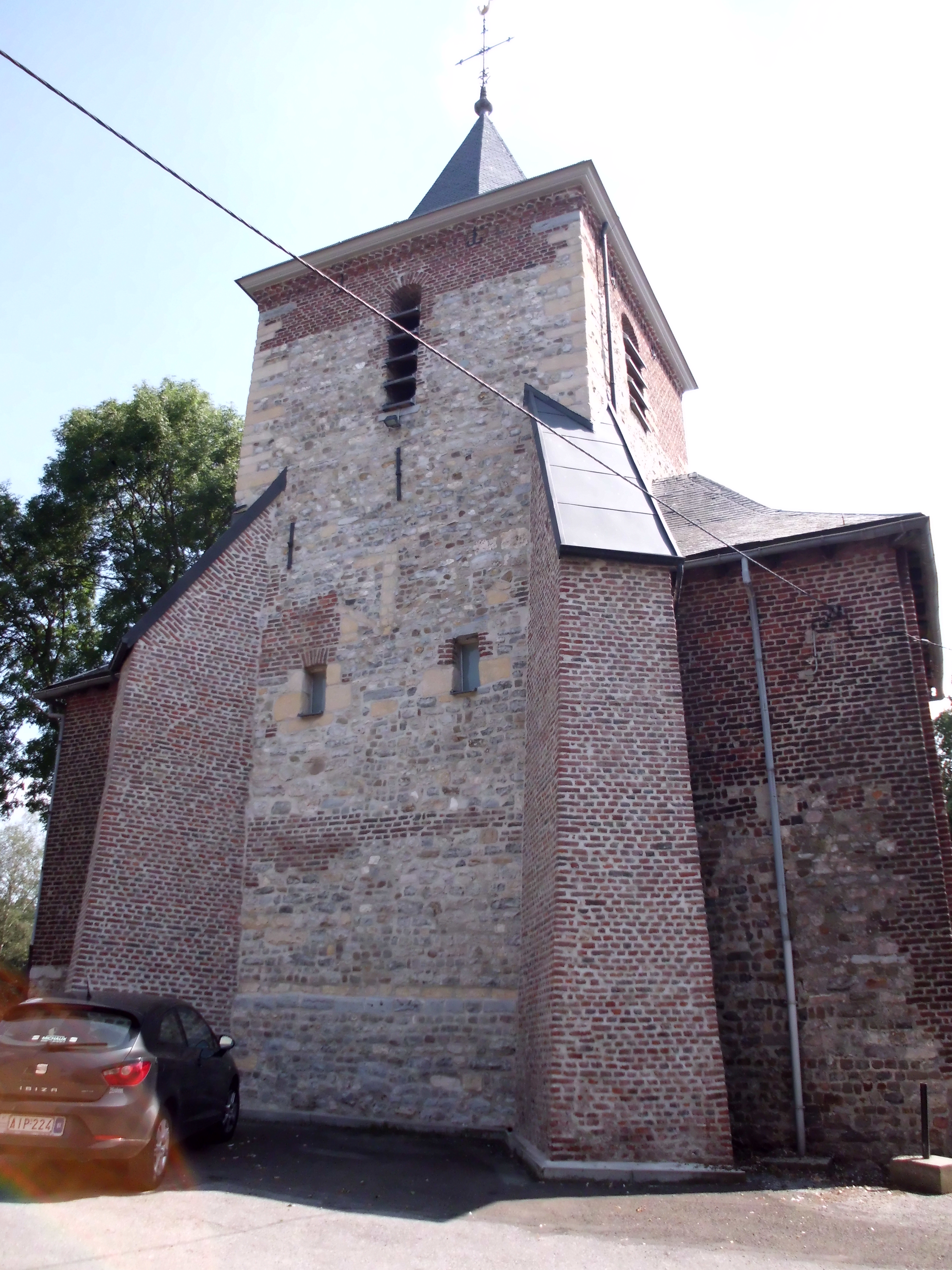
Tour médiévale de l'église Saint-Denis.

L'Église Saint-Denis d'Oleye est un des vestiges architecturaux intéressants du territoire de Waremme. Située sur une éminence, elle est composée d'une tour datant du XIIe ou XIIIe siècle, englobée dans une nef bâtie en 1683, remarquable par sa décoration de style Louis XIV qui rompt radicalement avec l’héritage

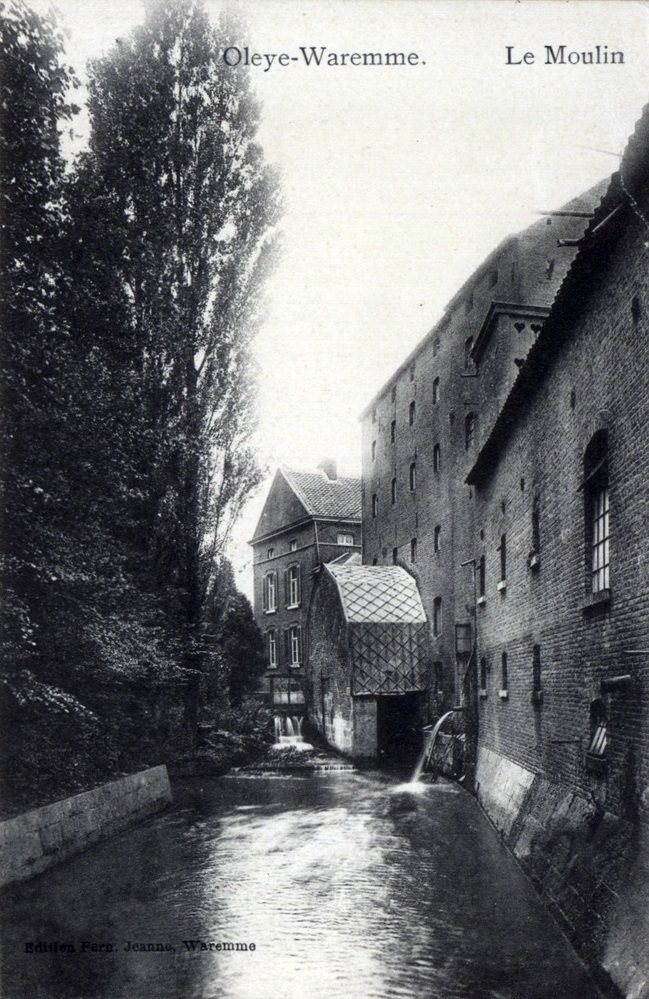
Moulin d'Oleye, début du XXe siècle.

médiéval dont témoignent encore les structures de l’édifice. Le mobilier comporte quelques pièces d'intérêt comme une chaire de vérité Renaissance datant du XVIIe siècle et confessionnal baroque. La paroisse du village était à la collation du chapitre de Saint-Paul de Liège et avait pour filiale l'église Saint-Sébastien du village voisin de Lantremange dont le curé était nommé par celui d'Oleye.
La ferme de la Paix-Dieu — datée du XVIIe siècle — est sans doute l’héritière de la grange abbatiale de la communauté de cisterciennes qui laissa après son départ une communauté de convers sur le site jusqu'au début du XIVe siècle. Cette ferme de la Paix-Dieu porte encore les armes de l'abbesse de la Paix-Dieu Jeanne de Marotte, datées de 1634. On trouve également plusieurs fermes en carré, typiquement hesbignonnes. Le village compte en outre quelques logis de fermes datant du XVIIIe siècle.
Le long du Geer, un ancien moulin à eau, verticalisé dans le courant du XIXe siècle sous la forme d'une grosse tour carrée en briques haute de cinq niveaux, a été transformé en minoterie puis en distillerie.
Une brasserie s'est installée entre 1994 et 2002 dans le village pour produire les bières éponymes La Blonde d'Oleye et La Brune d'Oleye.

## Galerie

Vues d'Oleye
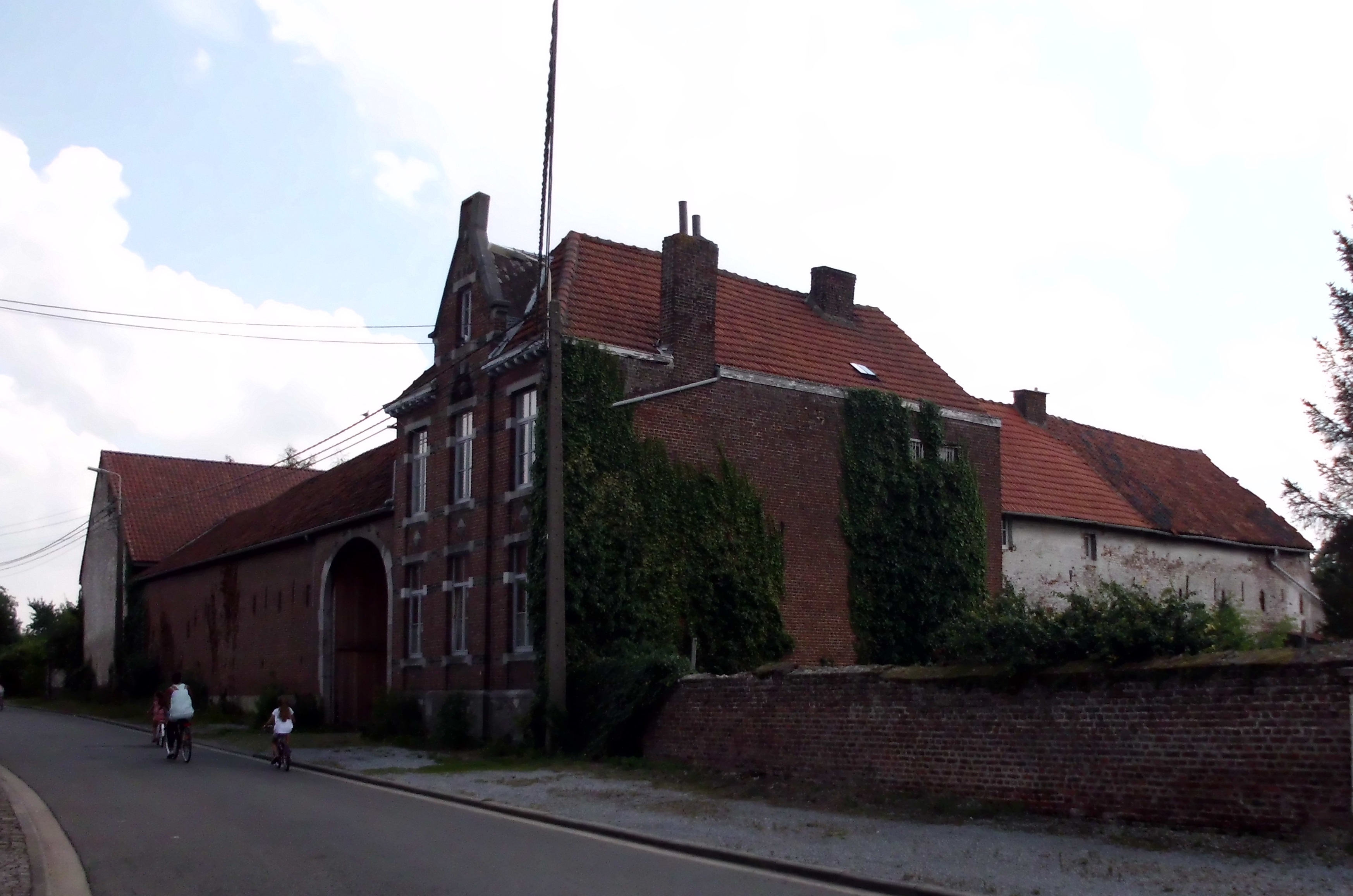
Ferme Bricteux.
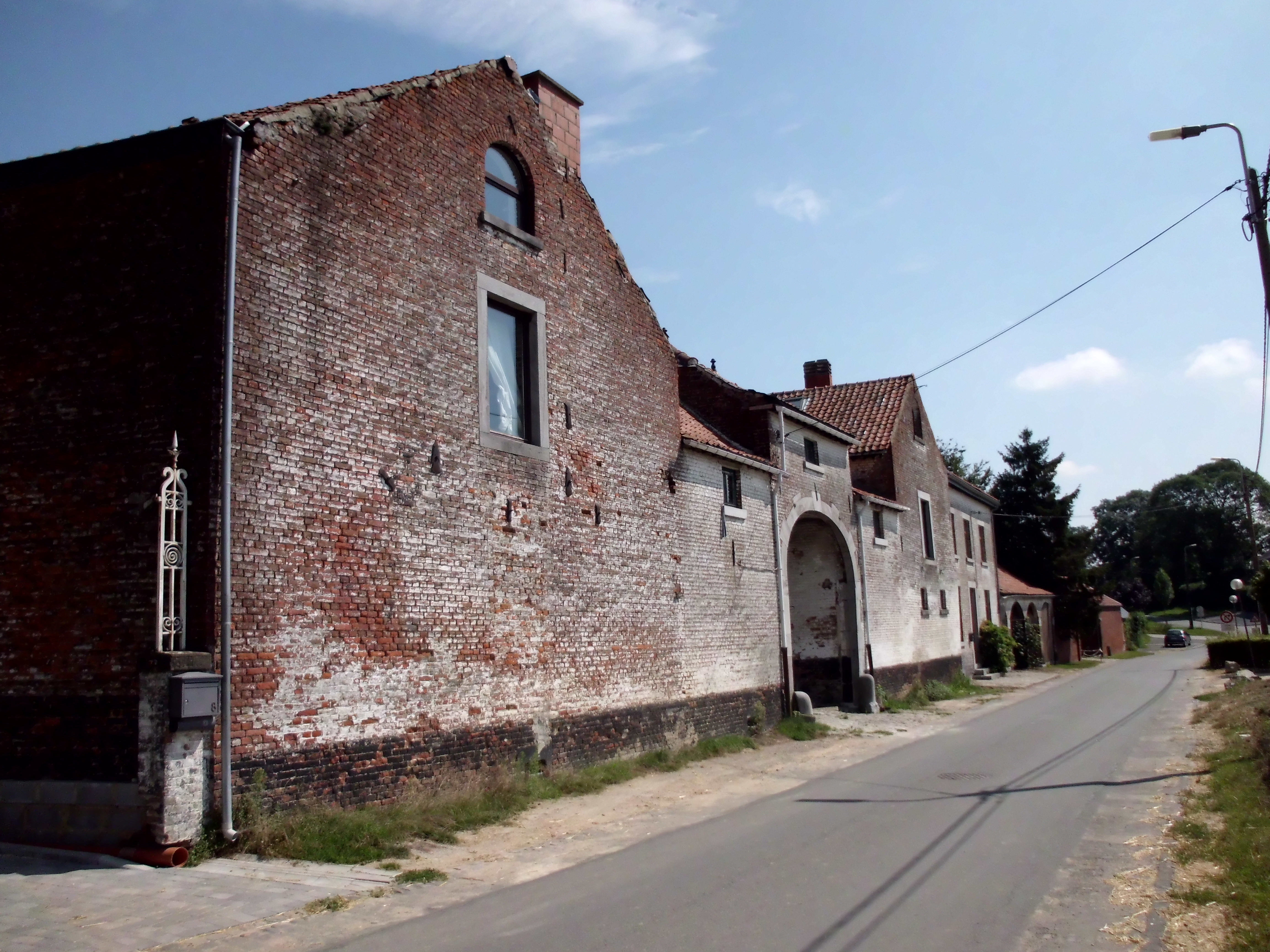
Ferme chaussée de Nivelle.
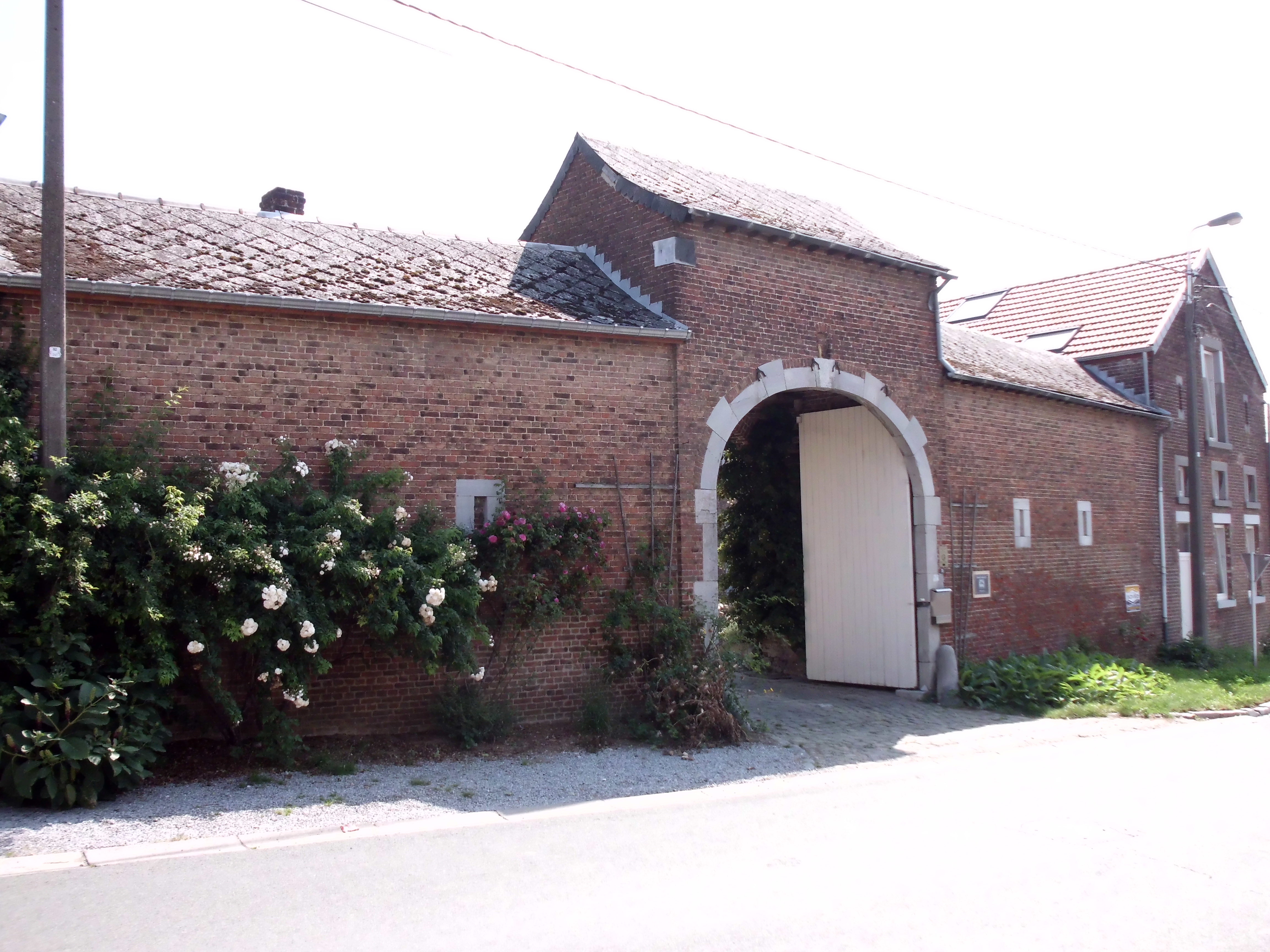
Ferme Dumoulin.
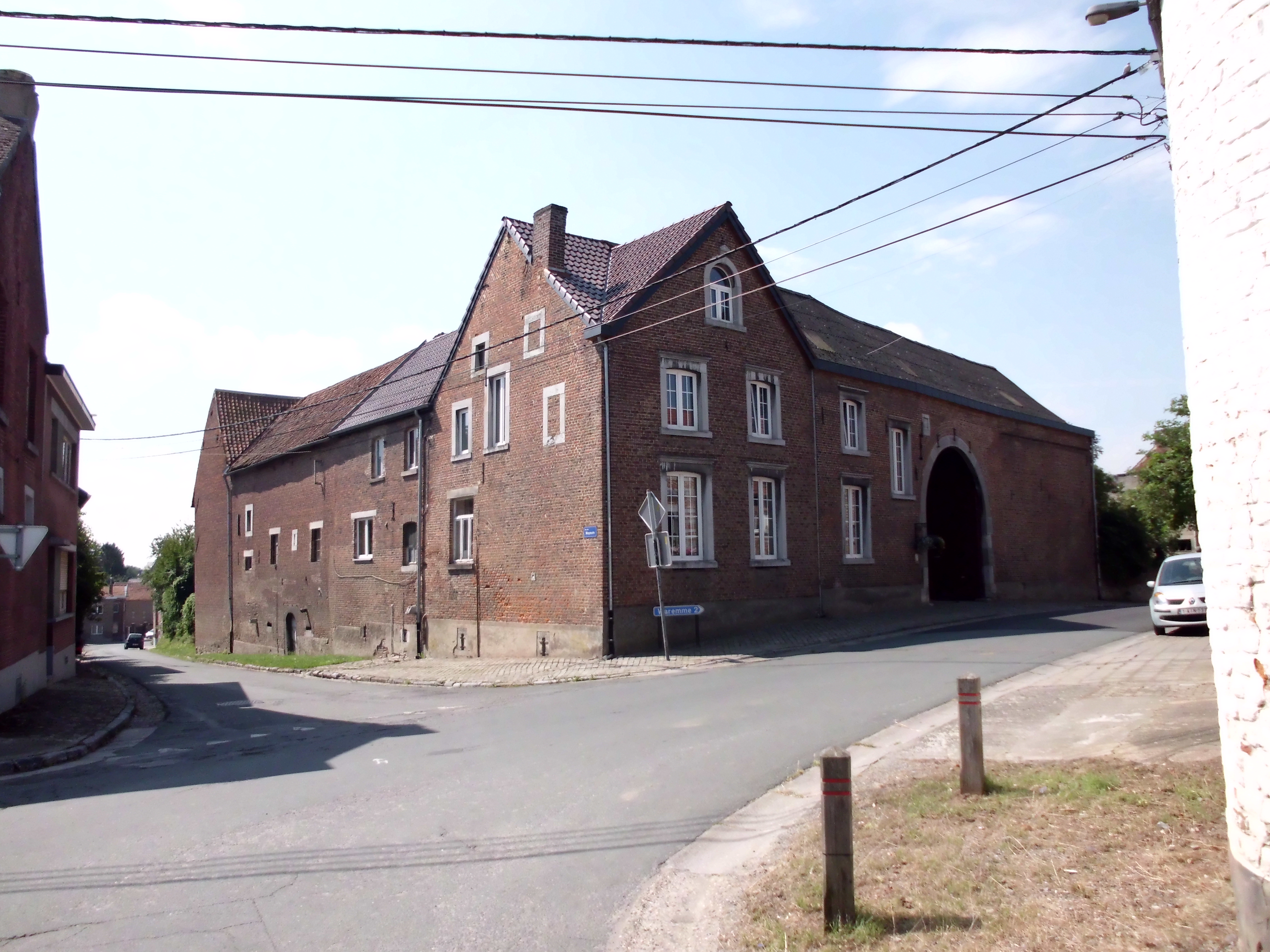
Ferme Pier.
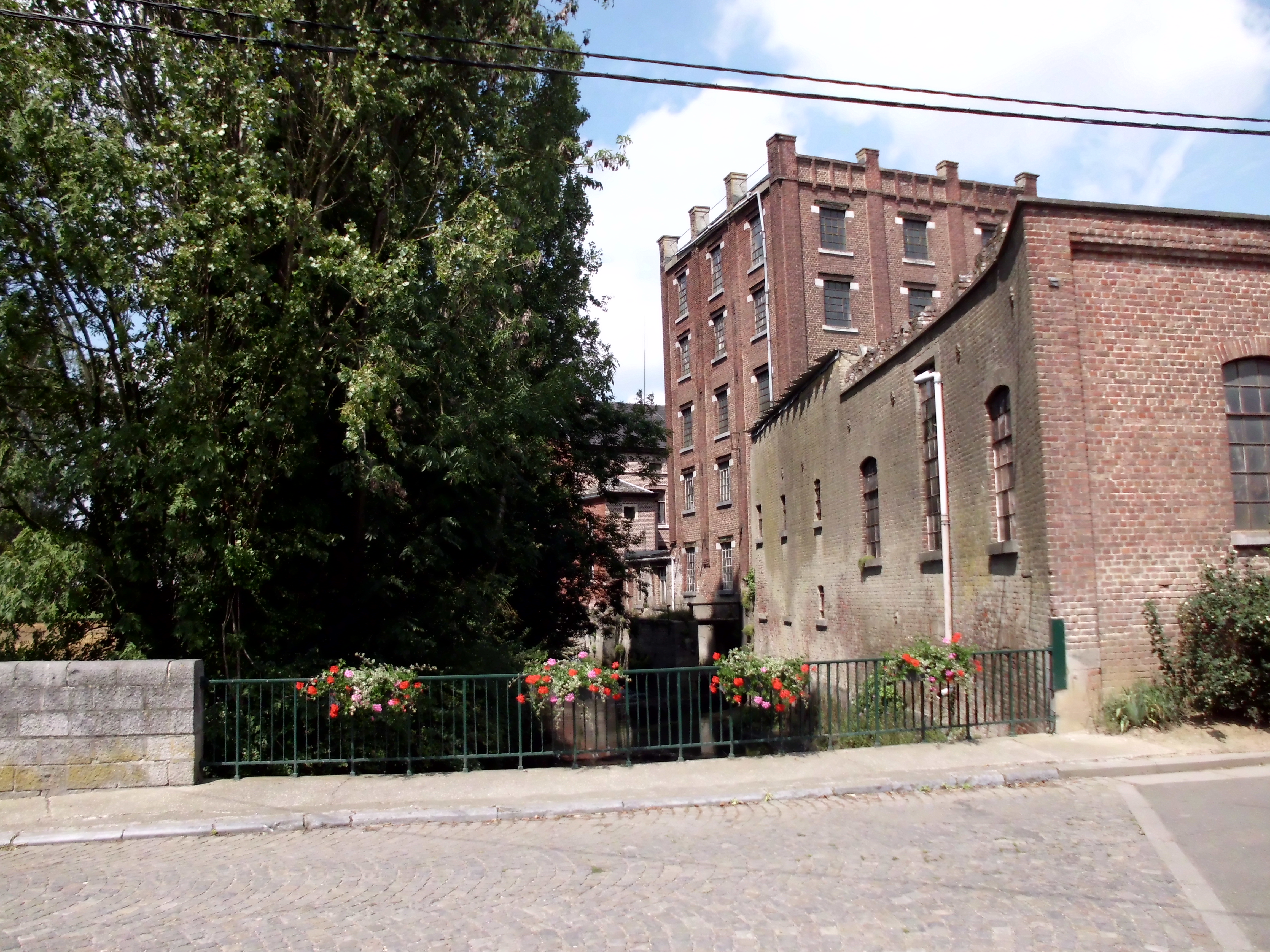
Ancienne minoterie vue du long du Geer.
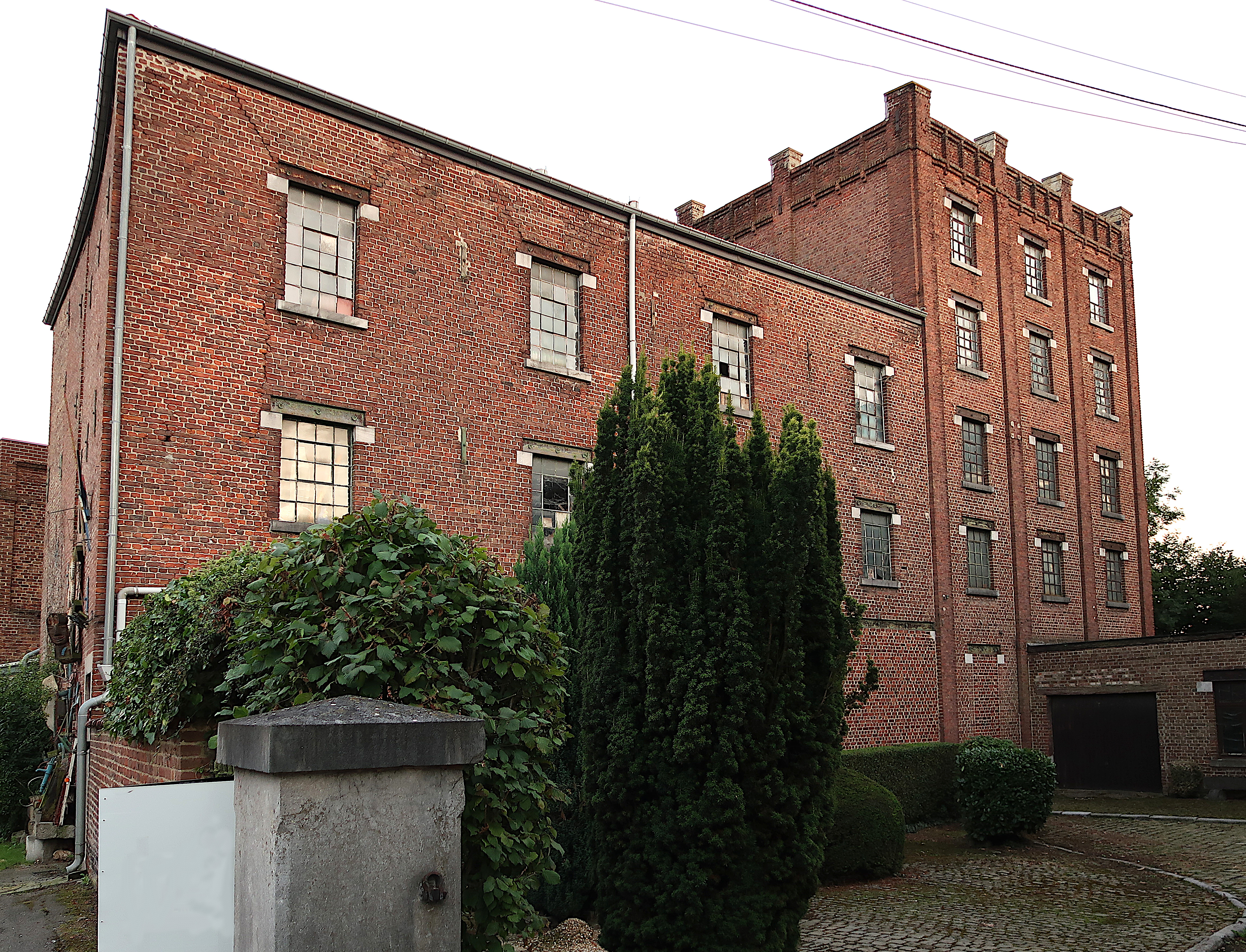
Ancienne minoterie, vue de la rue de la Paix-Dieu.
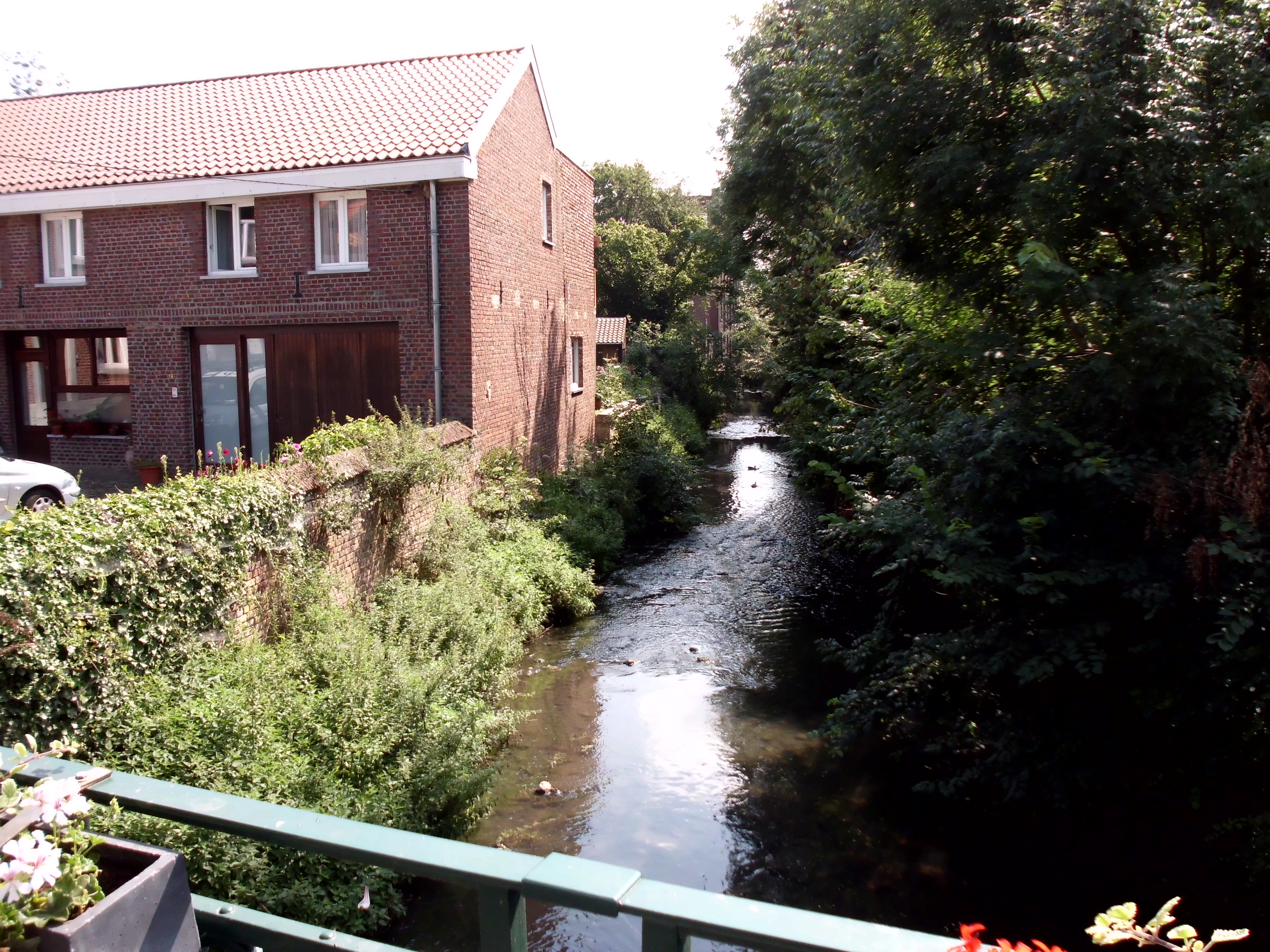
Le Geer rue Nationale.
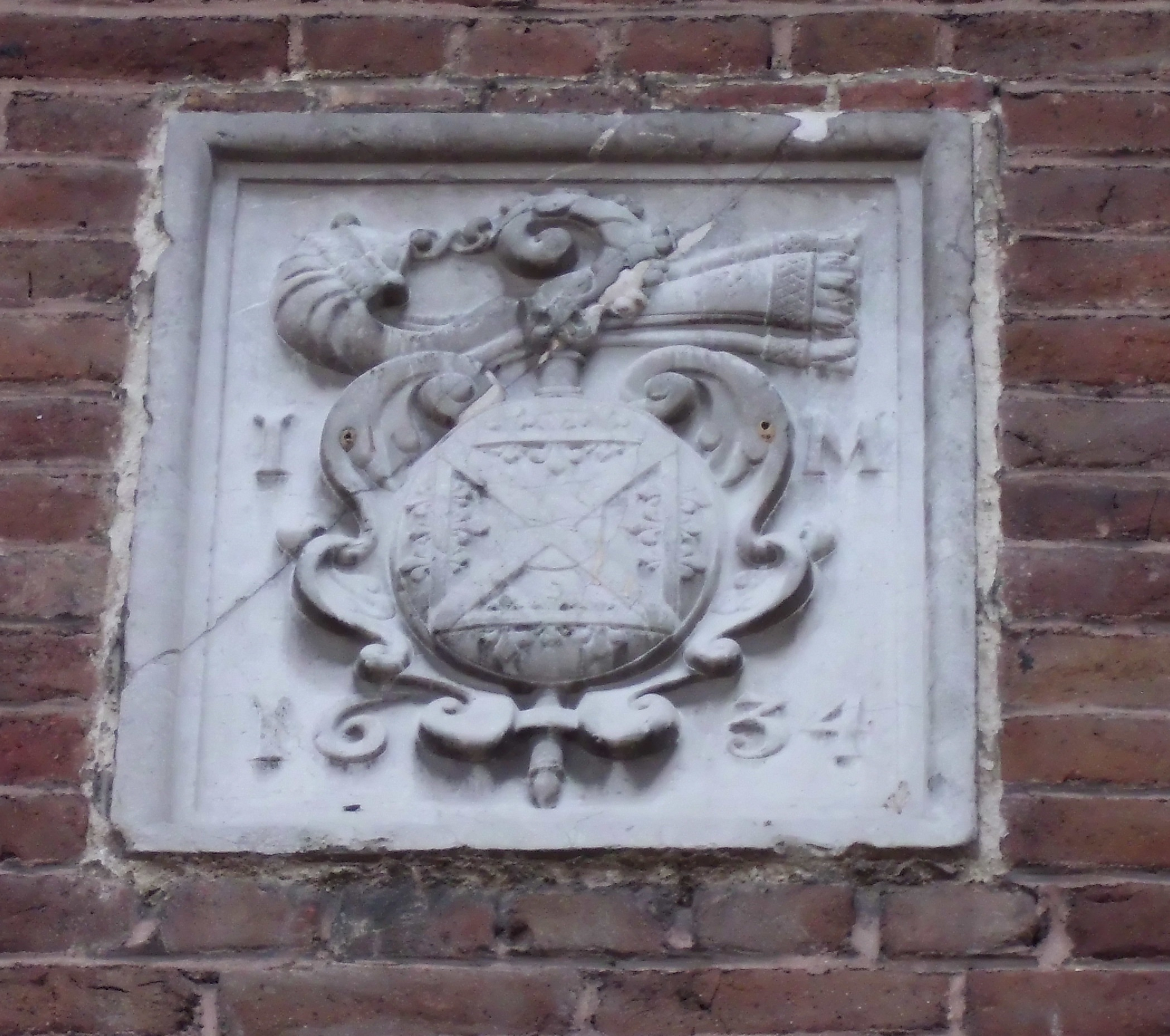
Écu de l’abbesse Jeanne de Mabotte, sur la ferme de la Paix-Dieu, 1634.
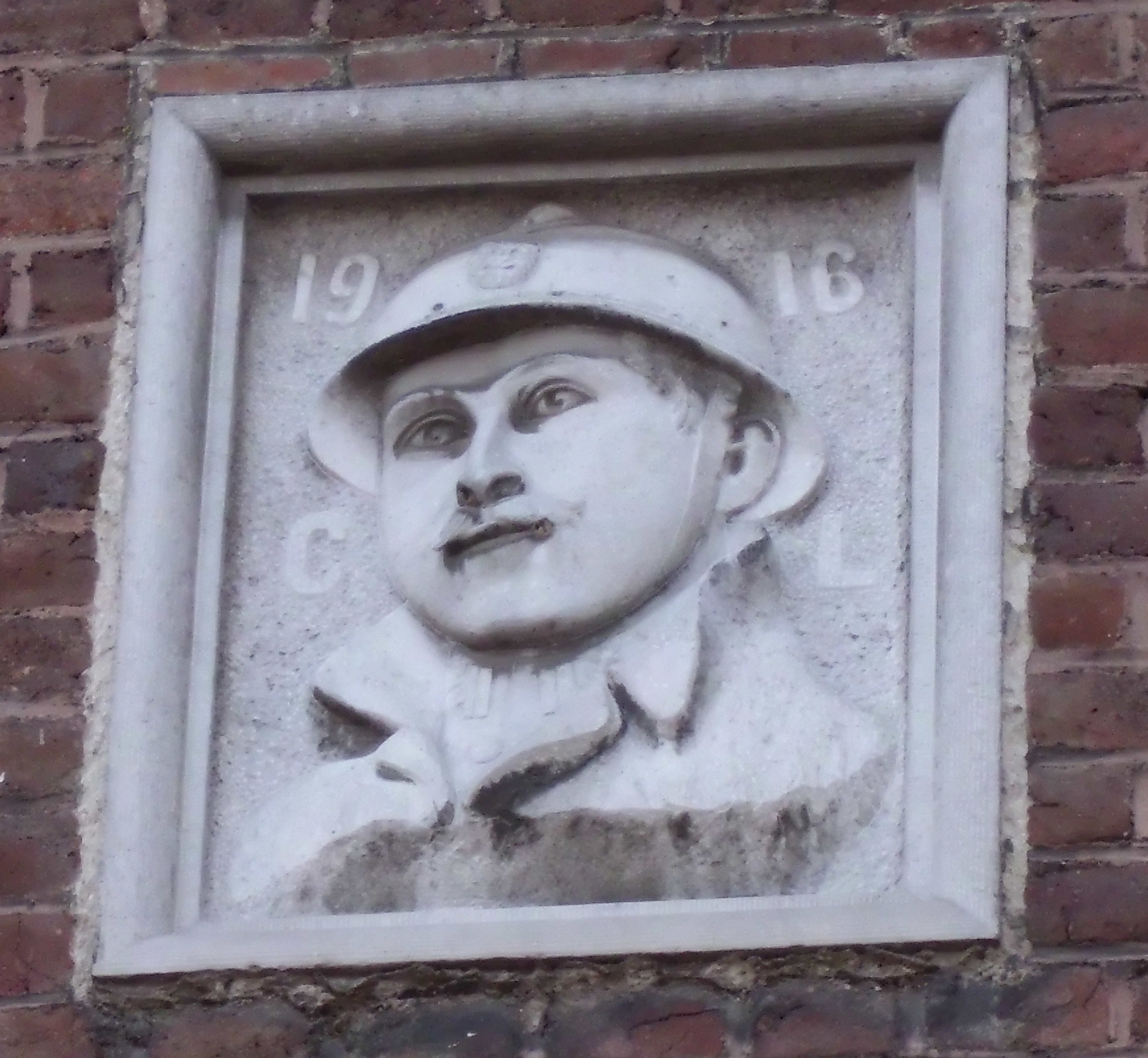
Effigie d'Albert Ier, roi des Belges, sur la ferme de la Paix-Dieu.
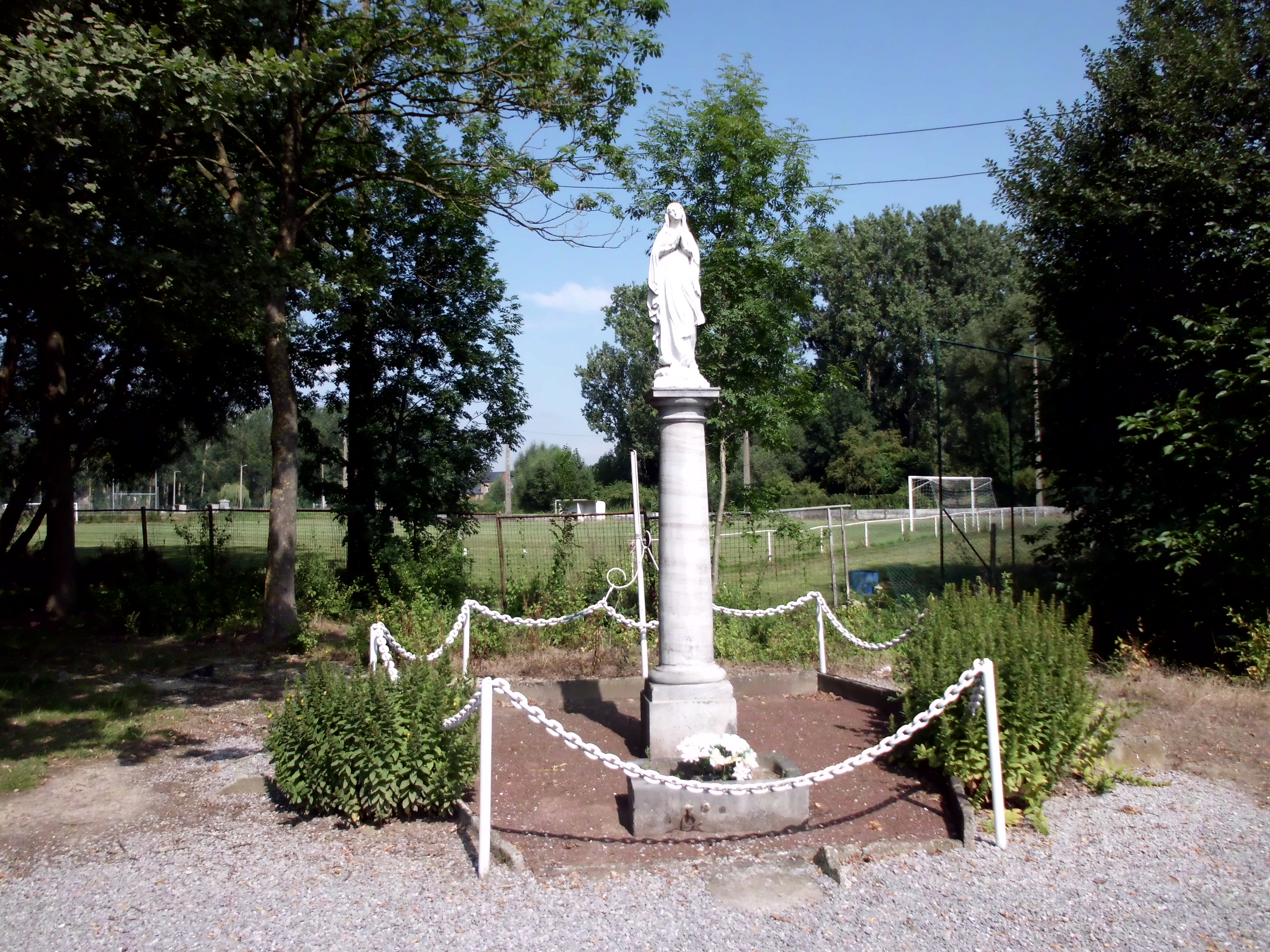
Statue de l'Immaculée Conception, ancienne fontaine datée de 1857.
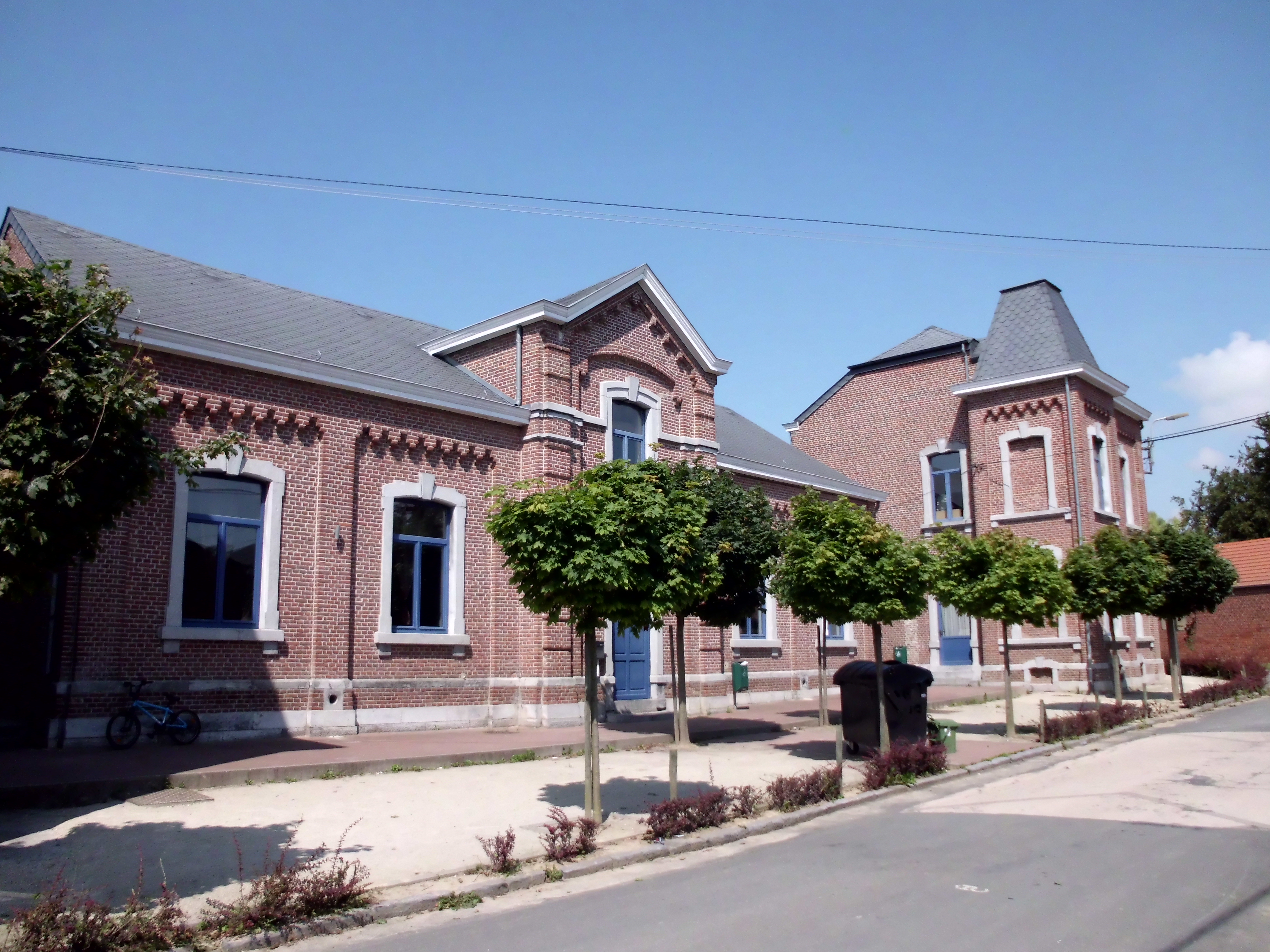
Ancienne maison communale, aujourd'hui salle des fêtes.
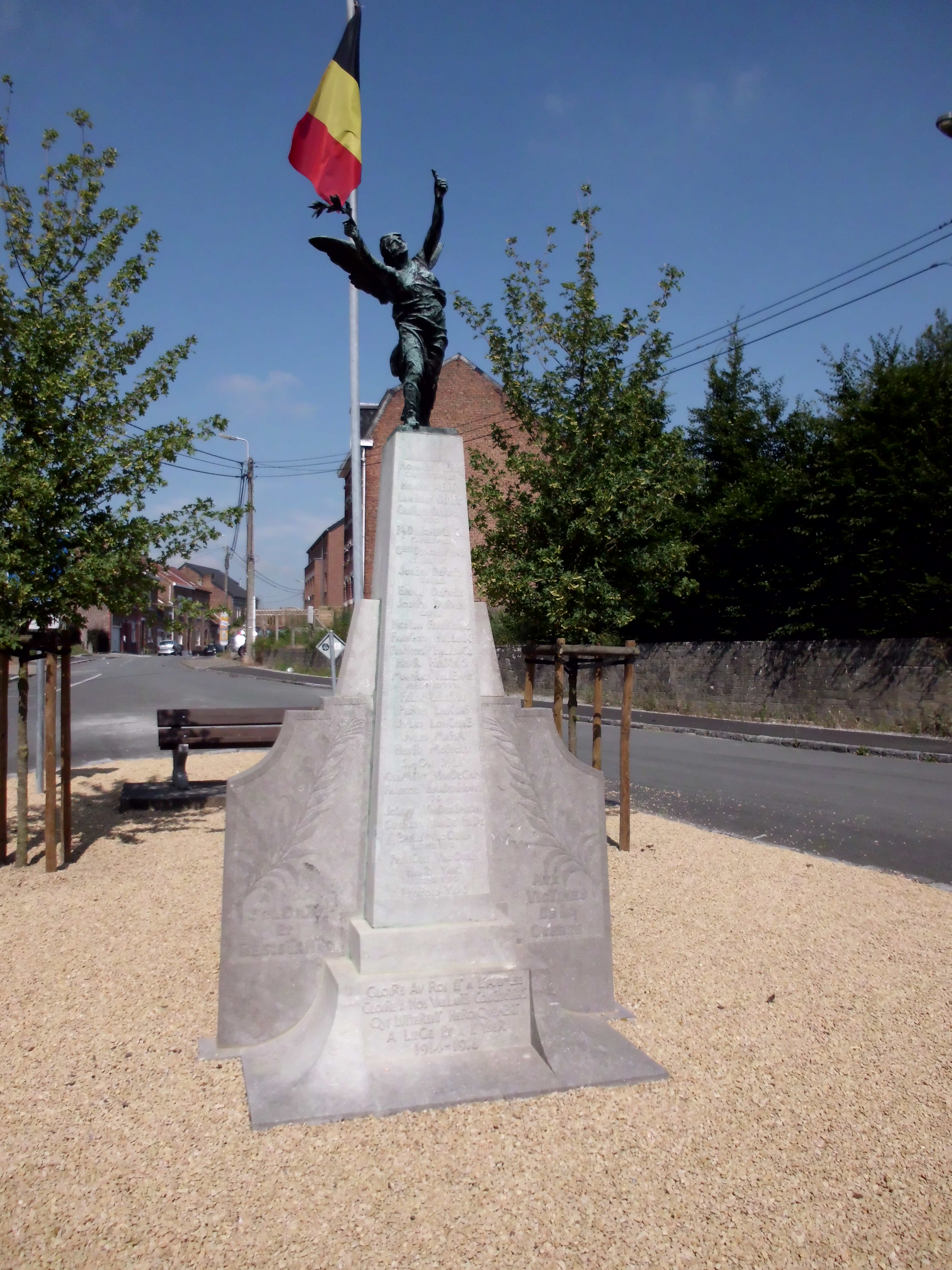
Monument aux morts de la Guerre 14-18, place Joseph Wauters.
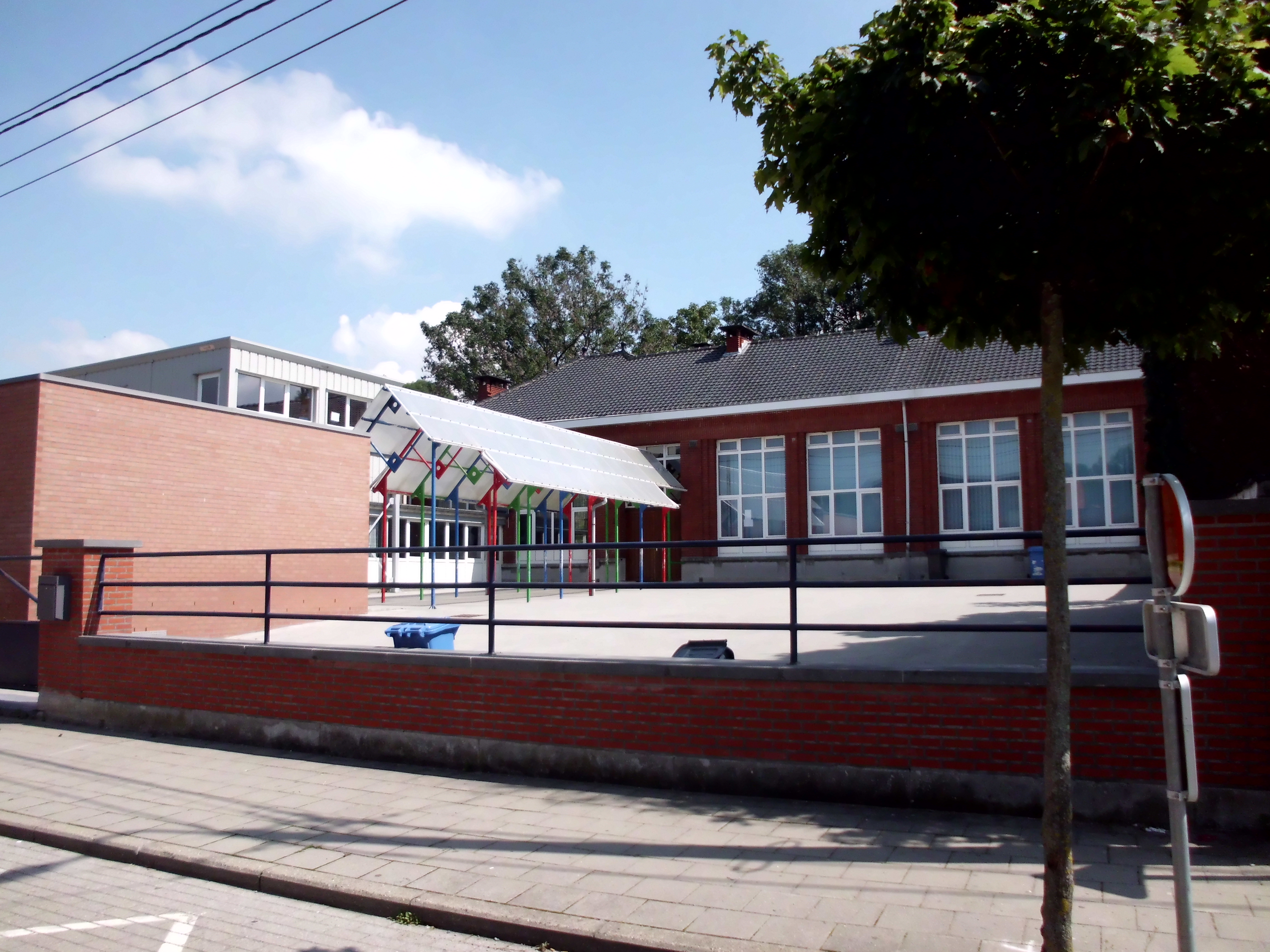
École primaire.

## Personnalités
- Henri Henrard (Oleye, 17/05/1736 - Liège, 27/09/1814), provincial des Récollets pour la province de Flandre, administrateur épiscopal (nommé en 1805) puis vicaire général capitulaire de l'évêché de Liège (1808-1814)[32]
- Charles Goûters (Oleye, 21/08/1867 - Vivegnis, 04/10/1917)[33], ouvrier menuisier, premier député socialiste de l'arrondissement de Huy-Waremme de 1900 à 1904[34].

### Bourgmestres
- Coune, 1835[35]
- J.A. Macar, 1857[36]
- Henri Coune, 1933-1970[37]